# Flechtingen
Flechtingen là một đô thị thuộc huyện Börde, bang Saxony-Anhalt, Đức. It is situated approx. 35 km northwest of Magdeburg.